# Convergència Balear
Convergència Balear (CB, "Convergencia Balear") fue un partido político español de las Islas Baleares fundado el 1991 por Josep Melià Pericàs y Lluís Pinya, de la fusión de Centristas de Baleares y Unión Balear. Su ideología era nacionalista moderada y centrista. En las elecciones municipales de 1991 obtuvo 4.988 votos y 11 concejales: tres en Pollensa, dos en Manacor y Artá, y uno en Alcudia, Llubí, Montuiri y San Lorenzo del Cardezar. 
En las elecciones al Parlamento de las Islas Baleares de 1991 obtuvo 5.593 votos (1,63%) y ningún escaño. Este fracaso lo empujó en 1993 a integrarse en Unión Mallorquina. Un sector del partido, sin embargo, conservó el nombre y se presentó a las elecciones al Parlamento de las Islas Baleares de 1995, pero solo obtuvo 1.600 votos (0,4 %).
- Datos: Q8350501